# O'Higgins (1898)
El O'Higgins fue un crucero acorazado que operó en la Armada de Chile entre 1898 y 1933. Durante la mayor parte de ese tiempo se desempeñó como buque insignia de dicha escuadra. Fue la unidad más poderosa de esa fuerza hasta la recepción en 1921 del acorazado dreadnought Almirante Latorre.

## Construcción

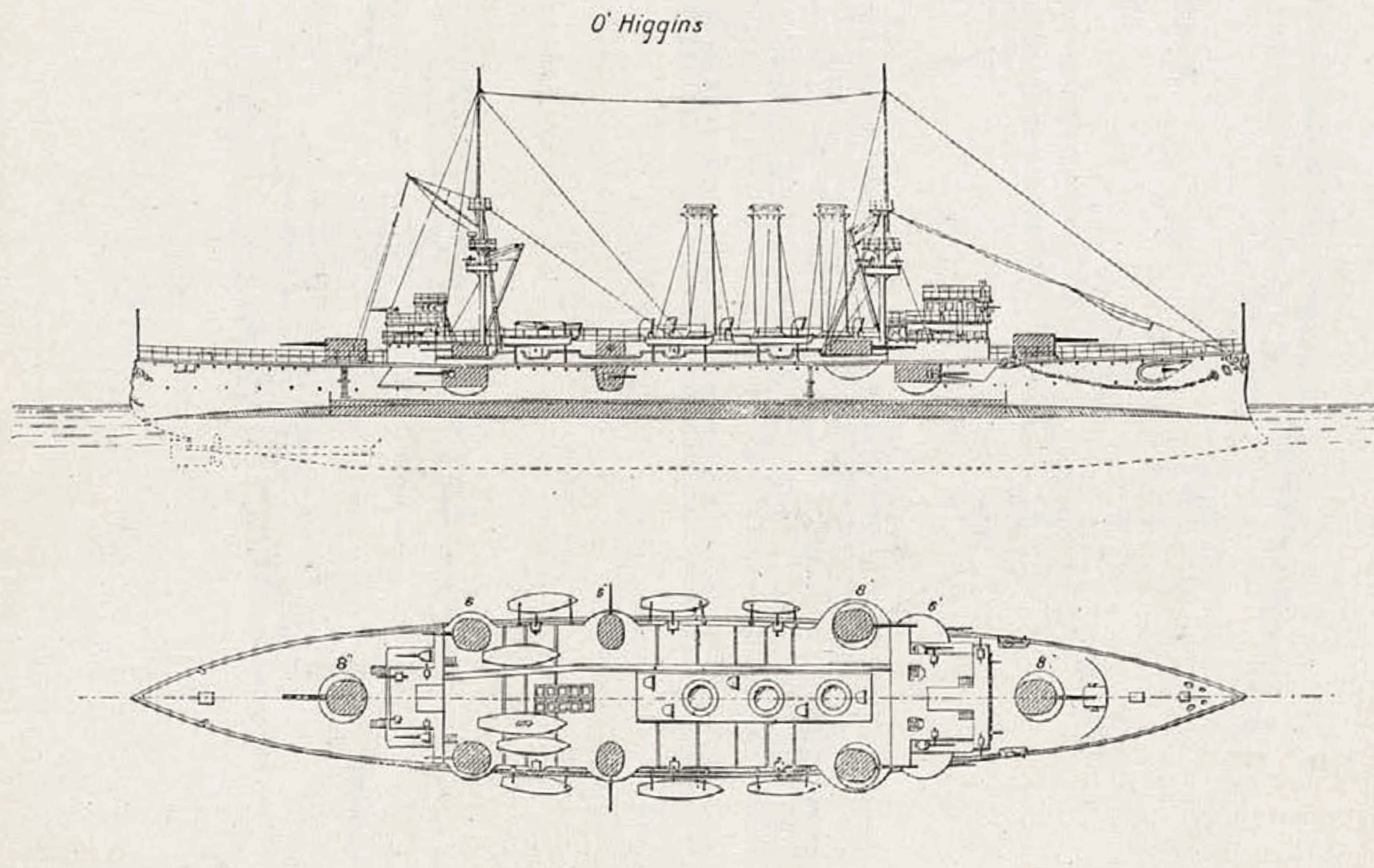
Diagrama del O'Higgins.

Fue construido por los astilleros británicos Armstrong, Withworth & Co. Ltd, de Elswick, Inglaterra. Como el gobierno chileno estuvo dispuesto a gastar la ingente suma de 700 000 libras esterlinas, el diseño del buque, obra de Philip Watts, incorporó todos los adelantos de su época e incluso prefiguró, en un buque de moderado tonelaje, innovaciones que después serían características de los grandes buques de la generación dreadnought.

## Historia

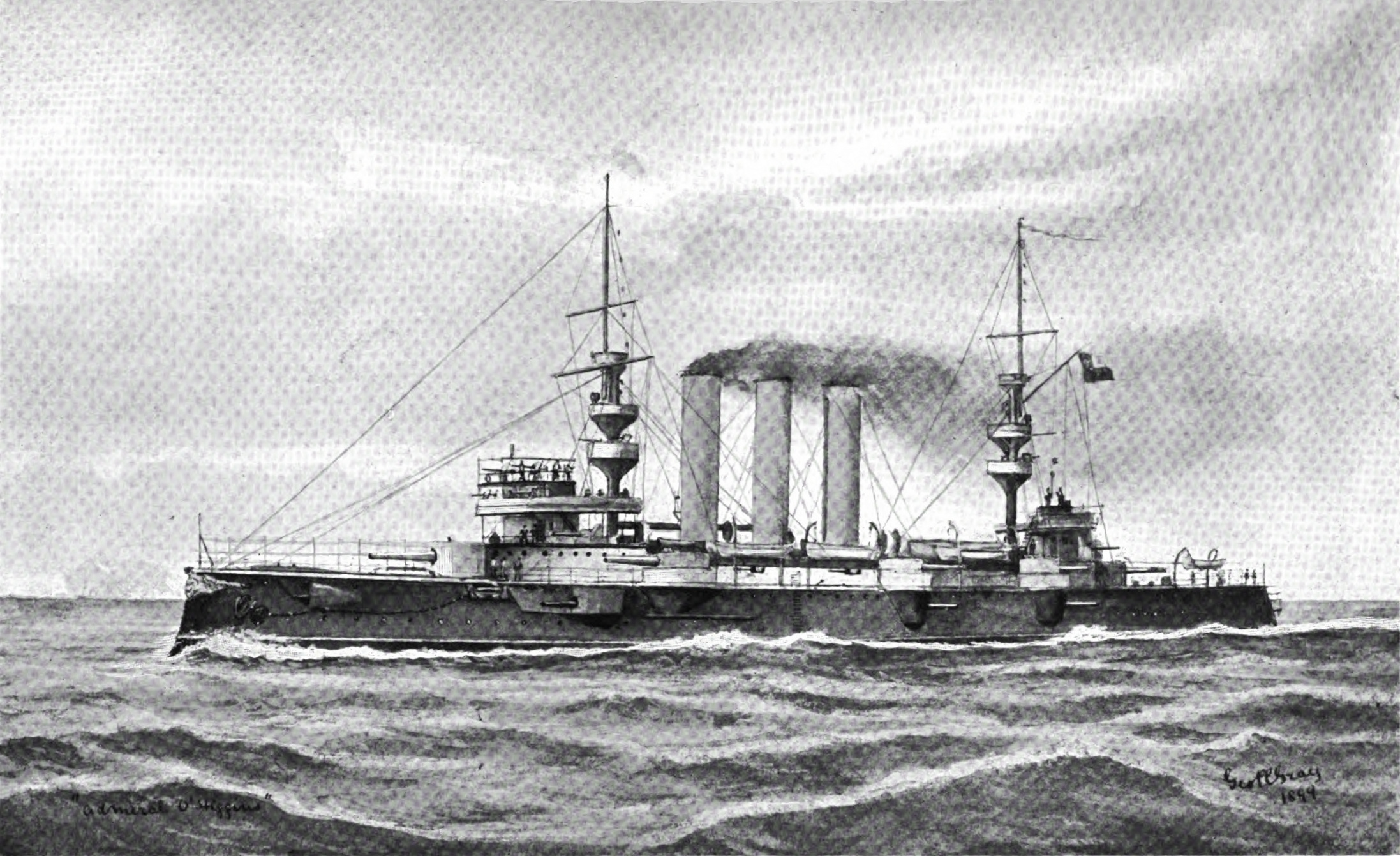
Dibujo del O'Higgins en 1899.

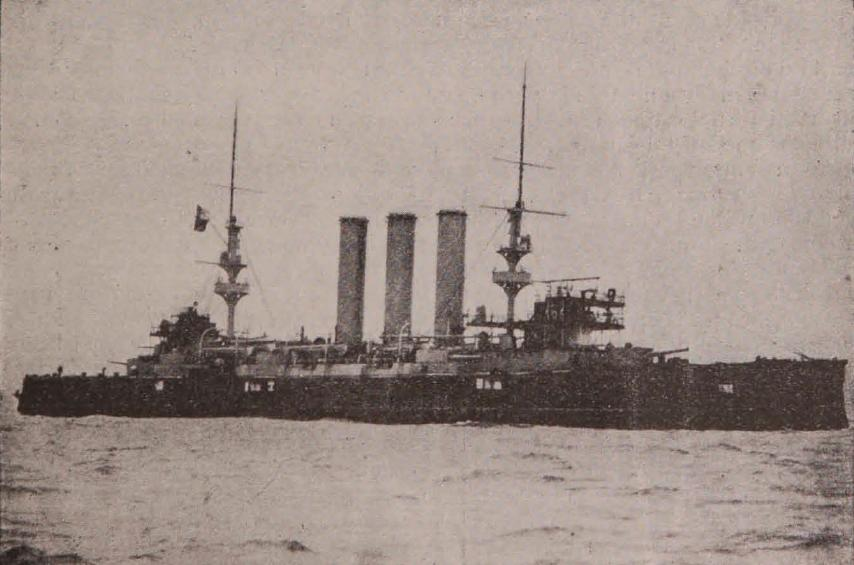
Imagen del O'Higgins en 1901.

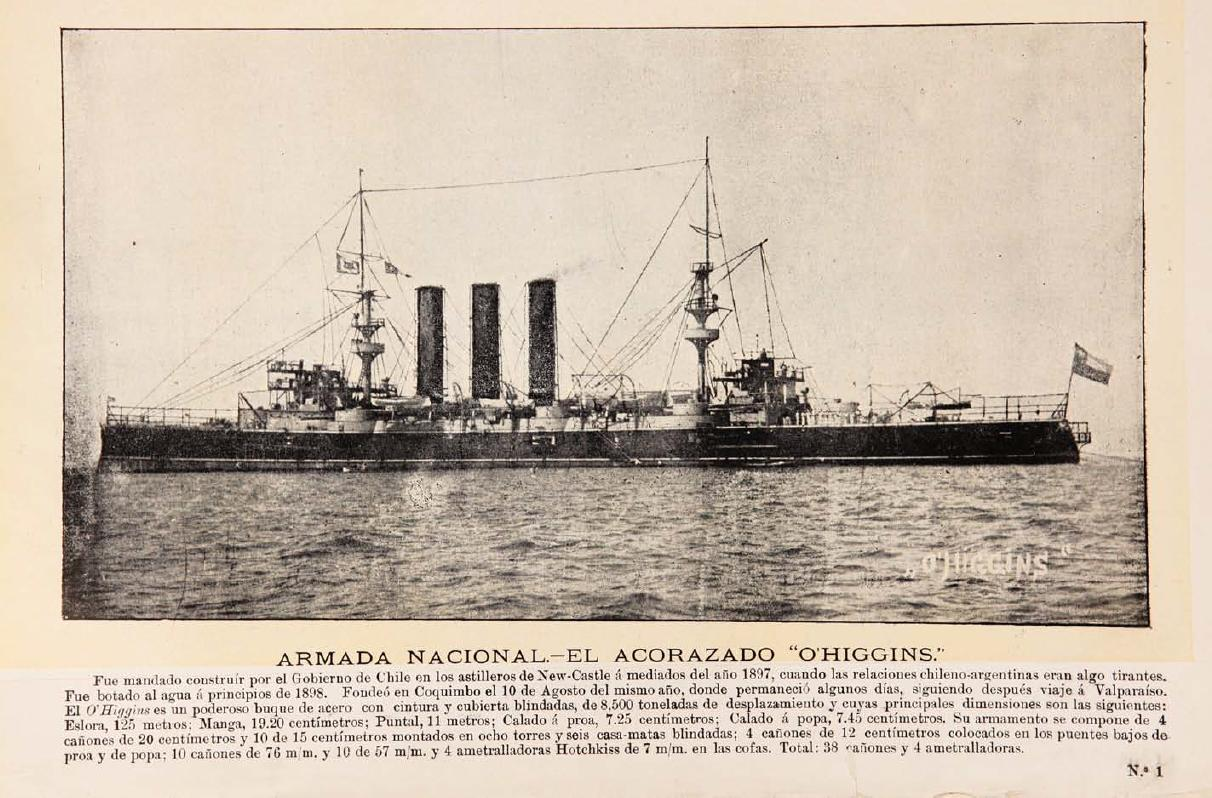
Imagen del O'Higgins en 1903.

En 1899, estando el O'Higgins fondeado en Punta Arenas, en su cubierta se llevó a cabo el llamado "Abrazo del Estrecho", entre el presidente de Chile Federico Errázuriz Echaurren y el mandatario argentino Julio A. Roca. Este encuentro simbolizó la distensión de las relaciones entre ambos países luego del diferendo fronterizo que protagonizaron estas naciones en torno a la Patagonia y Tierra del Fuego.
Después, en 1903, el O'Higgins fue enviado como observador y a mostrar su pabellón a la costa de Panamá, durante el conflicto entre Estados Unidos y Colombia, que llevaría a la perdida del istmo por parte de este último estado.
Ese mismo año, el O'Higgins fue utilizado en contra de las movilizaciones extendidas por todo el país a partir de huelgas portuarias: 

"Faltan noticias completas sobre lo ocurrido en la oficina salitrera Ballena de Taltal; pero se sabe que fondeó la ‘O’Higgins’, bajó a tierra fuerza armada y fueron apresados y deportados veintiocho operarios, a quienes el Gobierno ha tenido que dar pasajes para restituirlos a sus hogares".
Malaquías Concha

También en 1903, la tropa de marinería del O'Higgins fue desembarcada en Chañaral con el fin de desarticular una huelga, organizada alĺí por la Sociedad Mancomunal de Obreros, mediante la represión y apresamiento de los líderes sindicales.
Tras el terremoto de Valparaíso de 1906, y bajo el mando del contralmirante Basilio Rojas, su tripulación participó junto a la de otras naves en la cruenta represión de los saqueos ocurridos en el puerto. 
En 1910 el buque fue enviado a Buenos Aires, junto a crucero protegido Esmeralda, como representante en las celebraciones del Centenario de la Independencia de Argentina.
El buque fue tomado por la marinería chilena en 1931, durante la llamada Sublevación de la Escuadra, producto de las reducciones salariales decretadas a raíz de la Gran Depresión. Durante esta coyuntura, el O'Higgins, junto con el resto de la escuadra chilena, fue bombardeado por la FACH, sin ser alcanzado durante el ataque. Hasta ese año, este crucero continuaba siendo el buque insignia de su flota.

## Anexos
- Anexo:Cruceros acorazados por país